# Cobly
Cobly (także Kobli) – miasto w północno-zachodnim Beninie, w departamencie Atakora. Położone jest około 450 km na północny zachód od stolicy kraju, Porto-Novo, w pobliżu granicy z Togo. W spisie ludności z 11 maja 2013 roku liczyło 24 878 mieszkańców.